# Ludwig Egler (Schriftsteller)

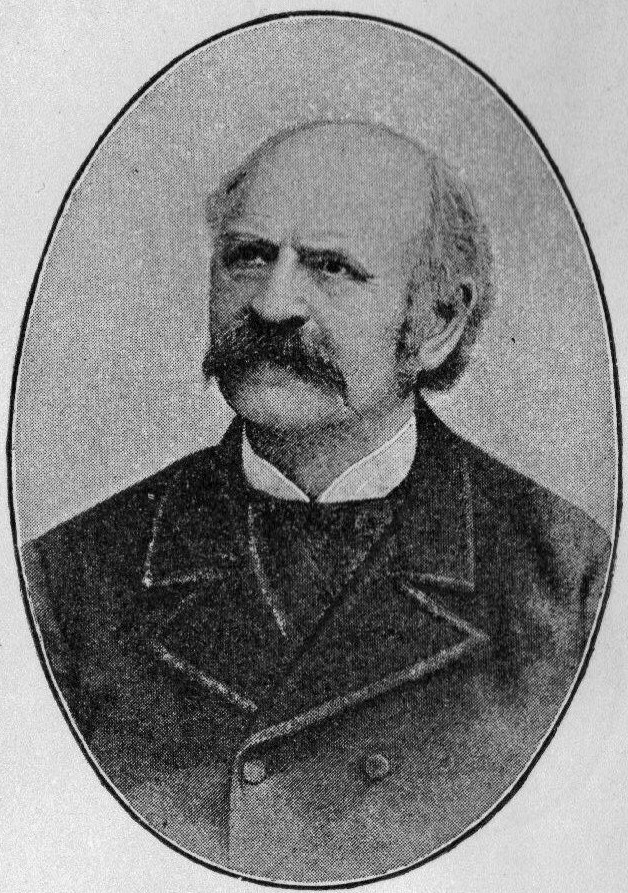
Ludwig Egler

Ludwig Egler (* 24. August 1828 in Hechingen; † 2. August 1898 ebenda) war ein deutscher Schriftsteller und schwäbischer Mundartdichter.
Egler betätigte sich neben seinem Handwerk – er war Seifensieder – auch schriftstellerisch vor allem auf dem Gebiet der Landeskunde Hohenzollerns. Einige Jahre redigierte er auch die Hohenzollernschen Blätter.
Nach ihm ist in Hechingen eine Straße benannt.

## Werke
- 1857, Sonetten-Kranz zur Erinnerung an das Leben und den Tod der Fürstin Eugenie von Hohenzollern-Hechingen
- 1861, Aus der Vorzeit Hohenzollerns. Sagen und Erzählungen
- Hohenzollernsche Chronik oder Geschichte und Sage der hohenzollernschen Lande
- 1863, Führer durch Hohenzollern. Ein Handbüchlein für Reisende. I. Führer durch Hechingen und die Burg Hohenzollern (neubearbeitet 1898)
- 1864, Der Curort Imnau mit Umgebung und die Stadt Haigerloch, Digitalisat
- 1870, Der Sylvesterabend im Spiegel des Volksglaubens. Ein ländliches Bühnenstück
- 1873, Deutschlands Ehrenkampf 1870–71. Dramatische Bilder
- 1881, Aus’m Zollerländle. Gedichte und Volksthümliches in schwäbischer Mundart, Gedichtband
- 1886, Schwefelbad Sebastiansweiler und Umgebung
- 1887, Chronik der Stadt Hechingen
- 1895, Mythologie, Sage und Geschichte der hohenzollernschen Lande

- Ludwig Egler: Ausgewählte Schriften und Gedichte. Sigmaringen 1998 (mit einem Teil der Autobiographie)